# Sisseltjärnen, Norrbotten
Sisseltjärnen är en sjö i Piteå kommun i Norrbotten och ingår i Piteälvens huvudavrinningsområde. Sjön har en area på 0,0339 kvadratkilometer och ligger 31,3 meter över havet.

## Delavrinningsområde
Sisseltjärnen ingår i det delavrinningsområde (728206-174668) som SMHI kallar för Mynnar i Borgforsälven. Medelhöjden är 35 meter över havet och ytan är 0,61 kvadratkilometer. Det finns ett avrinningsområde uppströms, och räknas det in blir den ackumulerade arean 2,76 kvadratkilometer. Vattendraget som avvattnar avrinningsområdet har biflödesordning 3, vilket innebär att vattnet flödar genom totalt 3 vattendrag innan det når havet efter 23 kilometer. Avrinningsområdet består mestadels av skog (74 procent). Avrinningsområdet har 0,04 kvadratkilometer vattenytor vilket ger det en sjöprocent på 5,8 procent.